# Hypsiboas caingua
Hypsiboas caingua es una especie de anfibios de la familia Hylidae. Habita en Argentina, Brasil y Paraguay.
Sus hábitats naturales incluyen bosques tropicales o subtropicales secos, praderas a baja altitud, praderas parcialmente inundadas, ríos, pantanos, zonas previamente boscosas ahora muy degradadas y estanques. Su supervivencia no está en peligro según la IUCN.